# Burg Dölau
Die Burg Dölau, auch Döhlau geschrieben, ist die Ruine einer Felsenburg auf dem Gebiet des Ortsteils Dölau der Stadt Greiz im Landkreis Greiz in Thüringen.

## Lage
Die ruinösen Gebäude der Burg Dölau befinden sich auf einem Felsen über dem rechten Ufer der Weißen Elster südlich der Stadt Greiz. Nach einer Flussregulierung musste die Elster ihr Bett am Fuß der Burg verlassen. In der Nähe führt die Bundesstraße 92 vorüber.

## Geschichte
Die Burg wurde wahrscheinlich im 12. Jahrhundert durch die Lobdeburger angelegt. 1288 wurde ein Ritter von Dölau im Gefolge der Vögte von Weida zum ersten Mal genannt. Die Burg befand sich zu dieser Zeit im Besitz der Reußen von Plauen zu Greiz.
Erwähnenswert ist der für jene Zeit modern veränderte kemenatenartige Bau. Die damaligen Wassergräben sind verfüllt. Im 16. und 17. Jahrhundert war das Gebäude ein Getreidespeicher. 1694–1743 diente die Burg unter Heinrich XVI. zu Greiz und dessen Söhnen als Residenz der eigenen Kleinherrschaft reußische Linie Greiz-Dölau. 1743 wurde Dölau mit Obergreiz vereinigt und die Burg aufgegeben. Zu DDR-Zeiten gehörte das Anwesen zum VEG Dölau. Die Nutzung hatte vor der Erhaltung Vorrang. 2010 kaufte eine Privatperson das Anwesen. Nach 2010 wurde eine tiefe Graben-Wallanlage künstlich teilweise wiederhergestellt. Erhaltung und Rekonstruktion stehen unter Aufsicht der Denkmalschutzbehörde.